# Lista över svenska miljardärer (1999)
Det här är en lista över svenska miljardärer, räknat i svenska kronor (SEK), för år 1999.
| Nr | Namn                        | Förmögenhet       | Ålder | Bor             | Källa till rikedom         |
| -- | --------------------------- | ----------------- | ----- | --------------- | -------------------------- |
| 1  | Ingvar Kamprad              | 125 miljarder SEK | 73    | Lausanne        | Ikea                       |
| 2  | Gad Rausing                 | 100 miljarder SEK | 76    | Lausanne        | Tetra Pak                  |
| 4  | Hans Rausing                | 60 miljarder SEK  | 73    | Sussex          | Tetra Pak (sålt)           |
| 5  | Stefan Persson              | 60 miljarder SEK  | 51    | Djursholm       | Hennes & Mauritz           |
| 6  | Lottie Tham                 | 6,7 miljarder SEK | 49    | Djursholm       | Hennes & Mauritz           |
| 7  | Fredrik Lundberg            | 4,5 miljarder SEK | 47    | Djursholm       | Lundbergföretagen          |
| 8  | Gustaf Douglas              | 4 miljarder SEK   | 61    | Rydboholm       | Securitas, Latour          |
| 9  | Margareta Wallenius-Kleberg | 4 miljarder SEK   | 61    | Ekerö           | Walleniusrederierna        |
| 10 | Antonia Ax:son Johnson      | 4 miljarder SEK   | 55    | Upplands-Väsby  | Axel Johnson AB            |
| 11 | Fredrik Paulsen             | 4 miljarder SEK   | 48    | Paris           | Ferring                    |
| 12 | Jan Stenbeck                | 3,9 miljarder SEK | 56    | Luxemburg       | Invik, Netcom              |
| 13 | Thord Wilkne                | 4,5 miljarder SEK | 55    | Östermalm       | WM-data                    |
| 14 | Melker Schörling            | 3,5 miljarder SEK | 51    | Lidingö         | Securitas, Assa            |
| 15 | Hans Mellström              | 3,2 miljarder SEK | 57    | Östermalm       | WM-data                    |
| 16 | Jörgen Philip-Sörensen      | 3 miljarder SEK   | 60    | London          | Group 4 Securitas          |
| 17 | Thomas Onstad               | 2,5 miljarder SEK | 45    | Schweiz         | Arctic Paper, Rottneros AB |
| 18 | Bertil Hult                 | 2,5 miljarder SEK | 58    | Djursholm       | EF Education First         |
| 19 | Dan Sten Olsson             | 2,5 miljarder SEK | 52    | Örgryte         | Stenakoncernen             |
| 20 | Johan Eliasch               | 2 miljarder SEK   | 36    | London          | Head/Tyrolia               |
| 21 | Carl Douglas                | 2 miljarder SEK   | 33    | Rydboholm       | Latour, Securitas          |
| 22 | Eric Douglas                | 2 miljarder SEK   | 30    | Rydboholm       | Latour, Securitas          |
| 23 | Ulf G. Lindén               | 2 miljarder SEK   | 61    | Höganäs         | Lindéngruppen              |
| 24 | Christina Hamrin            | 2 miljarder SEK   | 62    | Jönköping       | Herenco                    |
| 25 | Robert Weil                 | 2 miljarder SEK   | 50    | Djurgården      | Proventus                  |
| 26 | Jan Bengtsson               | 1,6 miljarder SEK | 26    | Stocksund       | Hennes & Mauritz           |
| 27 | Stefan Bengtsson            | 1,6 miljarder SEK | 26    | Ingarö          | Hennes & Mauritz           |
| 28 | Dan Olofsson                | 1,6 miljarder SEK | 48    | Malmö           | Sigma                      |
| 29 | Alf Tönnesson               | 1,5 miljarder SEK | 58    | Malmö           | IMP, Cydonia               |
| 30 | Eva Hamrén-Larsson          | 1,5 miljarder SEK | 46    | X               | Lundbergföretagen (sålt)   |
| 31 | Christer Jacobsson          | 1,5 miljarder SEK | XX    | X               | Connecta                   |
| 32 | Ingemar Petersson (Initia)  | 1,4 miljarder SEK | 65    | Karlshamn       | Initia                     |
| 33 | Lars Pettersson             | 1,3 miljarder SEK | XX    | X               | Mandator                   |
| 34 | Bo Larsson                  | 1,2 miljarder SEK | 53    | Smålandsstenar  | Trioplast                  |
| 35 | Einar Mattsson              | 1,1 miljarder SEK | 94    | Bromma          | fastigheter                |
| 36 | Rune Andersson              | 1,1 miljarder SEK | 53    | Österbybruk     | Mellby Gård                |
| 37 | Madeleine Olsson-Eriksson   | 1 miljard SEK     | 53    | Göteborg        | Stenakoncernen             |
| 38 | Stefan Olsson               | 1 miljard SEK     | 50    | Storbritannien  | Stenakoncernen             |
| 39 | Bengt Lundström             | 1 miljard SEK     | 62    | Norrköping      | Vitamex                    |
| 40 | Carl Bennet                 | 1 miljard SEK     | 47    | Västra Frölunda | Getinge                    |
| 41 | Adolf Lundin                | 1 miljard SEK     | 66    | Frankrike       | gruvor och olja            |
| 42 | Finn Påhlsson               | 1 miljard SEK     | 46    | Malmö           | Pågen                      |
| 43 | Ane Uggla                   | 1 miljard SEK     | 51    | Östermalm       | AP Møller-Mærsk            |
| 44 | Sigrid Rausing              | 1 miljard SEK     | 37    | London          | Tetra Pak (sålt)           |
| 45 | Hans-Kristian Rausing       | 1 miljard SEK     | 35    | London          | Tetra Pak (sålt)           |
| 46 | Lisbet Koerner-Rausing      | 1 miljard SEK     | 38    | Boston          | Tetra Pak (sålt)           |
| 47 | Finn Rausing                | 1 miljard SEK     | 43    | Östermalm       | Tetra Pak                  |
| 48 | Jörn Rausing                | 1 miljard SEK     | 39    | London          | Tetra Pak                  |
| 49 | Kirsten Rausing             | 1 miljard SEK     | 46    | England         | Tetra Pak                  |
| 50 | Peter Kamprad               | 1 miljard SEK     | 35    | Bryssel         | Ikano                      |
| 51 | Jonas Kamprad               | 1 miljard SEK     | 33    | London          | Ikano                      |
| 52 | Mathias Kamprad             | 1 miljard SEK     | 29    | London          | Ikano                      |
| 53 | Christer Ericsson           | 1 miljard SEK     | 57    | Alingsås        | Consafe/Prosafe            |